# Eric Peters
Eric Peters (Ottawa, 30 mei 1997) is een Canadees boogschutter.

## Carrière
In 2014 nam hij deel aan de Olympische Jeugdspelen waar hij in de gemengde competitie een bronzen medaille won. Peters nam in 2019 deel aan het wereldkampioenschap, hij geraakte in de vierde ronde door Jamshid Sodikov, Luis Goncalves en Beligto Tsynguev uit te schakelen maar verloor van Tang Chih-Chun. Op de Pan-Amerikaanse Spelen in Lima wist hij individueel brons te veroveren en goud in de landencompetitie samen met Crispin Duenas en Brian Maxwell.

## Erelijst

### Wereldkampioenschap
Individueel
- 2019: 4e ronde (verloren van Tang Chih-chun met 4-6)
- 2021: 2e ronde (verloren van Beligto Tsyngoejev met 0-6)
- 2023:  Berlijn (verloren van Mete Gazoz met 4-6)

### Pan-Amerikaanse Spelen
Individueel
- 2019:  Lima (gewonnen van Bernardo Oliveira met 7-1)
- 2023: 2e ronde (verloren van Juan José Santiesteban Cruz met 2-6)

Team
- 2019:  Lima

### Pan-Amerikaans kampioenschap
Individueel
- 2022: kwartfinale (verloren van Jorge Enriquez met 4-6)
- 2024: 4e ronde (verloren van Jack Williams met 5-6)

Gemengd
- 2024:  Medellín

Team
- 2024:  Medellín

### Wereldbeker
Team
- 2024:  Yecheon